# Persian Gulf International Airport
De luchthaven Persian Gulf International Airport of Khalije Fars Airport bevindt zich bij de stad Assaluyeh en het Pars Special Economy Energy Zone (PSEEZ) industriële complex in de provincie Bushehr in Iran. De bouw van de luchthaven is begonnen in 2003 en per juli 2006 vervangt het de oude luchthaven Asalouyeh Airport. De luchthaven beschikt over een kleine maar een van de meest moderne terminalgebouwen voor de passagiers.
De IATA-code van Persian Gulf Airport was initieel "PGU", maar later is deze vervangen door "YEH", de IATA-code van de gesloten luchthaven Asalouyeh Airport.
Asalouyeh is een Iraanse havenstad aan de kust van de Perzische Golf. De stad is het bekendst van het enorme industriële complex van het PSEEZ-project. Hier bevinden zich de faciliteiten voor gaswinning van South Pars, het grootste gasveld in de wereld.

## Luchtvaartmaatschappijen en bestemmingen
| luchtvaartmaatschappij | bestemmingen                                                  |
| ---------------------- | ------------------------------------------------------------- |
| Caspian Airlines       | Teheran-Mehrabad                                              |
| Eram Air               | Teheran-Mehrabad                                              |
| Iran Aseman Airlines   | Isfahan, Mashhad, Rasht, Teheran-Mehrabad                     |
| Iranian Air Transport  | Ahvaz, Bushehr                                                |
| Kish Air               | Kish Island, Mashhad, Shiraz, Teheran-Mehrabad                |
| Mahan Air              | Dubai, Isfahan, Kerman, Mashhad, Kermanshah, Teheran-Mehrabad |
| Saha Airlines          | Shiraz, Teheran-Mehrabad                                      |